# Круассанвиль
Круассанви́ль (фр. Croissanville) — коммуна во Франции, находится в регионе Нижняя Нормандия. Департамент коммуны — Кальвадос. Входит в состав кантона Мезидон-Канон. Округ коммуны — Лизьё.
Код INSEE коммуны — 14208.

## Население
Население коммуны на 2010 год составляло 442 человека.
| 1962 | 1968 | 1975 | 1982 | 1990 | 1999 | 2010 |
| ---- | ---- | ---- | ---- | ---- | ---- | ---- |
| 287  | 275  | 283  | 258  | 315  | 333  | 442  |

## Экономика
В 2010 году среди 289 человек трудоспособного возраста (15—64 лет) 243 были экономически активными, 46 — неактивными (показатель активности — 84,1 %, в 1999 году было 72,6 %). Из 243 активных жителей работали 221 человек (120 мужчин и 101 женщина), безработных было 22 (8 мужчин и 14 женщин). Среди 46 неактивных 14 человек были учениками или студентами, 24 — пенсионерами, 8 были неактивными по другим причинам.